# 平襄镇
平襄镇，是中华人民共和国甘肃省定西市通渭县下辖的一个乡镇级行政单位。

## 行政区划
平襄镇下辖以下地区：
东城区社区、中城区社区、新城区社区、南城区社区、北城区社区、城关村、西关村、宋堡村、旧店子村、温泉村、中林村、四联村、团庄村、安堡村、曹川村、蒋川村、安岔村、曹坡村、店子村、河南村、孟河村、瓦石村、双堡村、马岔村、蒲沟村、斜屲村、卢董村、兴隆村、张庄村、亢川村、中和村和孙庄村。